# 巴屋のアイスもなか
巴屋のアイスもなか（ともえやのアイスもなか）とは、広島県の呉市にある「有限会社 巴屋」で売られているアイスもなか。アイスもなかの一種。

## 概要
味の種類は14種類あり、小豆や抹茶など定番のものから、青汁や甘酒などの変わったものまで、誰もが楽しめる味となっている。
一つの値段は120円から150円で、もなかの生地はもち米で作られており、アイスももなかも原材料にこだわっている。
製法にも工夫を凝らしている。

### 種類
- 小豆
- ミルク
- 抹茶
- チョコ
- バニラ
- コーヒー
- 黒ゴマ
- 青汁
- レモン
- 白桃
- みかん
- 甘酒
- プレミアムバニラ
- プレミアム抹茶

## 知名度
呉市民の人々にとってはフライケーキやびっくり饅頭と並んで高い知名度を有するが、広島土産として全国的に有名なもみじ饅頭と違い、全国のみならず広島県内においてもそれほど知名度は高くない。呉市民のソウルフードとなっている。